# Passiflora crenata
Passiflora crenata är en passionsblomsväxtart som beskrevs av C. Feuillet och G. Cremers. Passiflora crenata ingår i släktet passionsblommor, och familjen passionsblomsväxter. Inga underarter finns listade i Catalogue of Life.